# Quinto Cecina Primo
Quinto Cecina Primo (en latín, Quintus Caecina Primus) fue un senador romano del siglo I, cuya carrera política se desarrolló bajo los imperios de Tiberio, Calígula y Claudio.

## Carrera política
Miembro de la gens Cecina, originaria de Etruria, aunque Homo novus, su único cargo conocido fue el de consul suffectus para el nundinum de septiembre a octubre de 53.